# 9746 Kazukoichikawa
9746 Kazukoichikawa este un asteroid din centura principală de asteroizi.

## Descriere
9746 Kazukoichikawa este un asteroid din centura principală de asteroizi. A fost descoperit pe 7 noiembrie 1988 la Yatsugatake de Yoshio Kushida și Masaru Inoue. Asteroidul prezintă o orbită caracterizată de o semiaxă mare de 2,21 ua, o excentricitate de 0,20 și o înclinație de 3,2° în raport cu ecliptica.